# Vincenzo Accame
Vincenzo Acame (Loano, 6 août 1932 - Milan, 16 juillet 1999) est un poète, essayiste et traducteur italien.

## Biographie
En 1944 il est rédacteur pour la revue Malebolge (it).

## Style
Sa poésie est caractérisée par la présence des arts visuels avec lesquels il recherche les relations entre les mots et l'image, dans la créativité, dans l'esthétique et dans la forme. Cette recherche est également la base de son travail d'essayiste.

## Œuvres

### Poésies
- Ricercari, Milan, 1968
- Mot(s), Milan, 1970
- Prove di linearità, Milan, 1970
- Differenze, Milan, 1972
- La pratica del segno, Milan, 1974
- Varianti sopra un segno, Naples, 1975
- Récit, 1975
- Luoghi prossimi della mente, Milan, 1984
- Luoghi linguistici, Milan, 1989

### Critiques
- Jarry, Florence, 1974
- Il segno poetico, Milan, 1981
- Tendenze dell’arte oggi, Milan, 1981
- Quale segno, Milan, 1993
- Alfred Jarry, 1993
- Alfred Jarry e la Chandelle Verte (con disegni di Romolo Calciati), 1994
- La pratica del falso. Vecchi e nuovi misfatti in nome della cultura: dai falsari dell’arte ai falsari delle comunicazioni di massa, Milan, 1995
- Segno e Scrittura (avecA. Vettese), 1996
- Anestetica, 1998
- Pittura come scrittura, 1998

### Essais
- Omissis, 2003

### Traductions
- Ultime poesie d’amore, Paul Eluard
- Poesie di Alfred Jarry
- I minuti di sabbia memoriale
- Visite d’amore
- Poesie di Jean Arp, Milan, 1977
- Poesie di Alfred Jarry, Milan, 1978
- Ubu coloniale di Alfred Jarry, Milano, 1983
- Haldernablou di Alfred Jarry, Milano, 1984
- Poesia francese del Novecento, Milan, 1985
- Cesare Anticristo di Alfred Jarry, Milan, 1994

### Autres publications
- Greguerias de Valentino Bompiani, Milan 1990
- Estra n. 3, Milan, 1980
- Sgeometrie, “Quaderno Cenobio-Visualità”, n. 3, Milan, 1980

## Source de la traduction
- (it) Cet article est partiellement ou en totalité issu de l’article de Wikipédia en italien intitulé « Vincenzo Accame » (voir la liste des auteurs).